# 群範疇
在數學上，群範疇（表記為Grp或Gp）指的是以群為物件、以同態映射為態射，也因此這是個具體範疇，而研究這範疇的理論即是群論。

## 與其他範疇的關係
群範疇有兩個以群範疇為定義域的遺忘函子，其中一個是映射至幺半群的函子M: Grp → Mon；另一個是映射至集合範疇的函子U: Grp → Set。在這其中，M有兩個伴隨函子，其中一個I: Mon→Grp是右伴隨函子；而另一個K: Mon→Grp則是左伴隨函子；其中I: Mon→Grp是將所有的幺半群映射至其可逆元素的子幺半群的函子；而K: Mon→Grp則是將所有的幺半群映射至格羅滕迪克群的函子；此外，遺忘函子U: Grp → Set則有一個以合成函子形式出現的左伴隨函子KF: Set→Mon→Grp，其中F是自由函子，這自由函子會將每個集合S映射至由S產生的自由群。

## 範疇性質
群範疇當中的單態射即是同態單射；而其滿態射即是同態满射；而其同構映射即是同態雙射。
群範疇是完全範疇，也同時是餘完全範疇。其範疇─理論積即是群的直積；而其餘積則是群的自由積。這個範疇的零對象則是當然群，也就是只包含單位元的群。

### 非可加性故非交換性
阿貝爾群範疇Ab是群範疇的完全子範疇。Ab是一個交換範疇，但群範疇本身不是交換範疇；事實上，群範疇甚至不是可加範疇，而這是因為在兩個群同態之間，通常沒有可自然定義的「和」之故。以下為其證明：
三階對稱群S3映至自己的映射{\displaystyle E=\operatorname {Hom} (S_{3},S_{3})}有十個元素，其中z是一個{\displaystyle E}中的任一元素與之相乘都會得到z的元素（也就是將群中每個元素都映至單位元的映射）；此外，有三個元素是一個固定邊的乘積總與自己相等的元素（也就是將這個群映至其二階子群的映射）；另外還有六個是自同態映射。假定群範疇是個可加範疇，那這個有十個元素的集合{\displaystyle E}就會是一個環；而在任何的環當中，都會有一個零元素0，使得對環中所有的元素x而言，都有0x=x0=0，因此z會是{\displaystyle E}中的零元素；然而，在{\displaystyle E}，沒有任何兩個非零元素的乘積會是z，因此這會是一個無零因子的環；而一個無零因子的有限環會是一個域，但沒有一個域會有十個元素，而這是因為每個有限域的元素個數都會是質數的幂之故。

### 正合序列
在群範疇中，正合序列是有意義的，而一些在阿貝爾範疇中成立的定理及其結果，像是九引理以及五引理等，在群範疇中也成立。群範疇是一個正則範疇。